# Confuzie mentală
În medicină, confuzia este calitatea sau starea de a fi uimit sau neclar. Termenul „confuzie mintală acută” este deseori folosit în mod interschimbabil cu delirium în Clasificarea statistică internațională a bolilor și a problemelor de sănătate înrudite și în Medical Subject Headings care descriu patologia. 
Acestea se referă la pierderea orientării sau la capacitatea de a vă plasa corect în lume în funcție de timp, locație și identitate personală. Confuzia mintală este uneori însoțită de conștiența dezordonată (pierderea gândirii liniare) și pierderea memoriei (abilitatea de a reaminti în mod corect evenimentele anterioare sau de a învăța un material nou).

## Cauze
Confuzia poate rezulta din efectele secundare ale medicamentului sau dintr-o disfuncție bruscă a creierului. Confuziunea acută este adesea denumită delir (sau „stare de confuzie acută”), deși delirul include adesea o gamă mult mai largă de tulburări decât simpla confuzie. Aceste tulburări includ incapacitatea de a concentra atenția; diverse deficiențe în conștientizare și disorientare temporală sau spațială. Confuziile mintale pot rezulta din patologiile cronice ale creierului organic, cum ar fi demența.
Confuzia mai poate fi indusă prin educația socială, religioasă sau de altă natură a unui individ cu privire la existența sa , atunci când individul are o părere despre sine care contravine cu realitatea observabilă sau cu legile naturii sau care pune în pericol siguranța celorlalți.